# Смерд
Смерд (мн. смерды; от др.рус. смьрдъ) — категория населения по «Русской Правде», крестьянин на Руси IX—XIV веков, земледелец.
В других источниках указано что Смерд, в памятниках древнего русского права свободный сельский обыватель: земледелец, крестьянин, в противоположность, с одной стороны, холопу, с другой — княжему мужу, а также горожанину — промышленнику или торговцу, и человек из черни, подлый (родом), мужик, особый разряд или сословие рабов, холопов; позже крепостной. Изначально cмерды свободные (в отличие от холопов), по мере развития поместной системы были постепенно закрепощены. Смерды находились в прямой зависимости от князя.

## Этимология слова
После прикрепления крестьян в России к земле слово сохранилось в значении «крепостной», но это не было его первоначальным значением. Среди полабских и восточных славян смердами назывались свободные землепашцы, от общеславянского smirdz, которое соотносится с литовским smir̃das и, возможно, с иранским словом mard — «мужчина». Славист Макс Фасмер отрицает возможность заимствования слова из персидского merd — «мужчина», которое соответствует др.-перс. martiya- «человек» (см. мёртвый) и не подходит фонетически как источник славянского *smьrdъ. Согласно БРЭ, лексема «смерд» восходит к праславянскому *smьrdъ (по-видимому, от *smьrděti — «смердеть» — «издавать смрад, зловоние, вонять, смердеть». В переводных памятниках «смерд» употреблялся как перевод греч. γεωργός (крестьянин, земледелец).
Термин «смерд» появляется в источниках XI века. Оно обозначало жителей сельской местности, тогда как жителей городов называли «людьми». Последнее постепенно также приобрело иное значение — «крепостные», «дворовые крестьяне» — и употреблялось в речи в таком значение до XVIII—XIX веков.

### «Осмердить»
Любопытным является и термин, который появился в промежуток с XI по XIV века. «Осмердить» — значило захватить селения и население вражеского княжества во время княжеских междоусобных воин. После XV века категория смердов перешла к крестьянству, однако сам термин продолжал использоваться и означал неофициальное обращение царя к низшим слоям населения. Впоследствии термин «смерд» стал использоваться помещиками для обозначения провинившейся прислуги или крестьян.

## История
Согласно мнению советского историка Б. Д. Грекова (впоследствии широко распространившемуся в отечественной историографии), смерд — это член сельской общины, но зависимый непосредственно от князя крестьянин в Древнерусском государстве в период XI—XIV веков. По Русской Правде смерды были зависимыми крестьянами, которых судил князь. Они владели земельными наделами, которые могли передавать по наследству сыновьям (если сыновей не было, то надел отходил князю). Штраф за убийство смерда был равен штрафу за убийство раба. В Новгородской республике большинство смердов были государственными крестьянами (обрабатывали государственную землю), хотя также упоминаются княжеские, епископские и монастырские смерды. Уходить с земли они не имели права. Выморочное имущество смерда по Русской Правде отходило к князю, в то время как выморочное имущество свободного общинника, скорее всего, делилось между членами общины. Наконец, штраф за убийство «смерда» составляет всего 5 гривен (наравне с рабом-«холопом»), в то время как жизнь «людина» защищалась 40-гривенной вирой (стандартным размером штрафа за убийство рядового свободного человека).
В Новгородской республике смерды находились в зависимости от государства. В более позднем расширительном смысле — все крестьяне, основное население страны, низший социальный слой. Смерды имели собственную землю и вели на ней хозяйство, должны были платить налоги князю и отбывать натуральные повинности. Князь мог подарить смердов церкви, переселить их. В отличие от обычных крестьян-общинников, смерды жили в сёлах, а не в весях. Воинская повинность смердов состояла, по разным версиям, в личном участии в пешем войске, в поставке лошадей для конного войска (Пресняков А. Е.) либо в личном участии в конном войске (Рыбаков Б. А.).
Термин «осмердить» означал захват населения соседнего княжества во время княжеских междоусобиц. К XV веку категория смердов превращается в категорию крестьяне. В XVI—XVII веках слово смерд использовалось для обозначения служилого населения в официальных обращениях к царю и царя к населению. Впоследствии смерд — это презрительное (в устах помещика, представителя власти) обозначение крепостного крестьянина, простолюдина.